# Ibertioga
Ibertioga är en kommun i Brasilien.   Den ligger i delstaten Minas Gerais, i den sydöstra delen av landet, 800 km sydost om huvudstaden Brasília. Antalet invånare är 5 029.
Omgivningarna runt Ibertioga är huvudsakligen savann. Runt Ibertioga är det glesbefolkat, med 12 invånare per kvadratkilometer.